# Calle de Quintana
La calle de Quintana es una calle del barrio de Argüelles en Madrid, que desciende desde la Princesa a Rosales, perpendicular a Ferraz. Vía creada con la construcción del barrio de Argüelles, recibió su nombre en memoria del poeta y patriota Manuel José Quintana, discípulo de Meléndez Valdés y Jovellanos.

## Historia
El tercer decenio del siglo XX, el cronista madrileño Pedro de Répide la describía como «anchurosa vía en la que abundan las viviendas aristocráticas», y citaba entre las principales el que fuera Palacio de Cerragería, y luego palacio de “la Chata” al ser adquirido como vivienda por la infanta Isabel Francisca, cuando dejó el Palacio Real, con motivo de la mayoría de edad de su hijo Alfonso XIII.

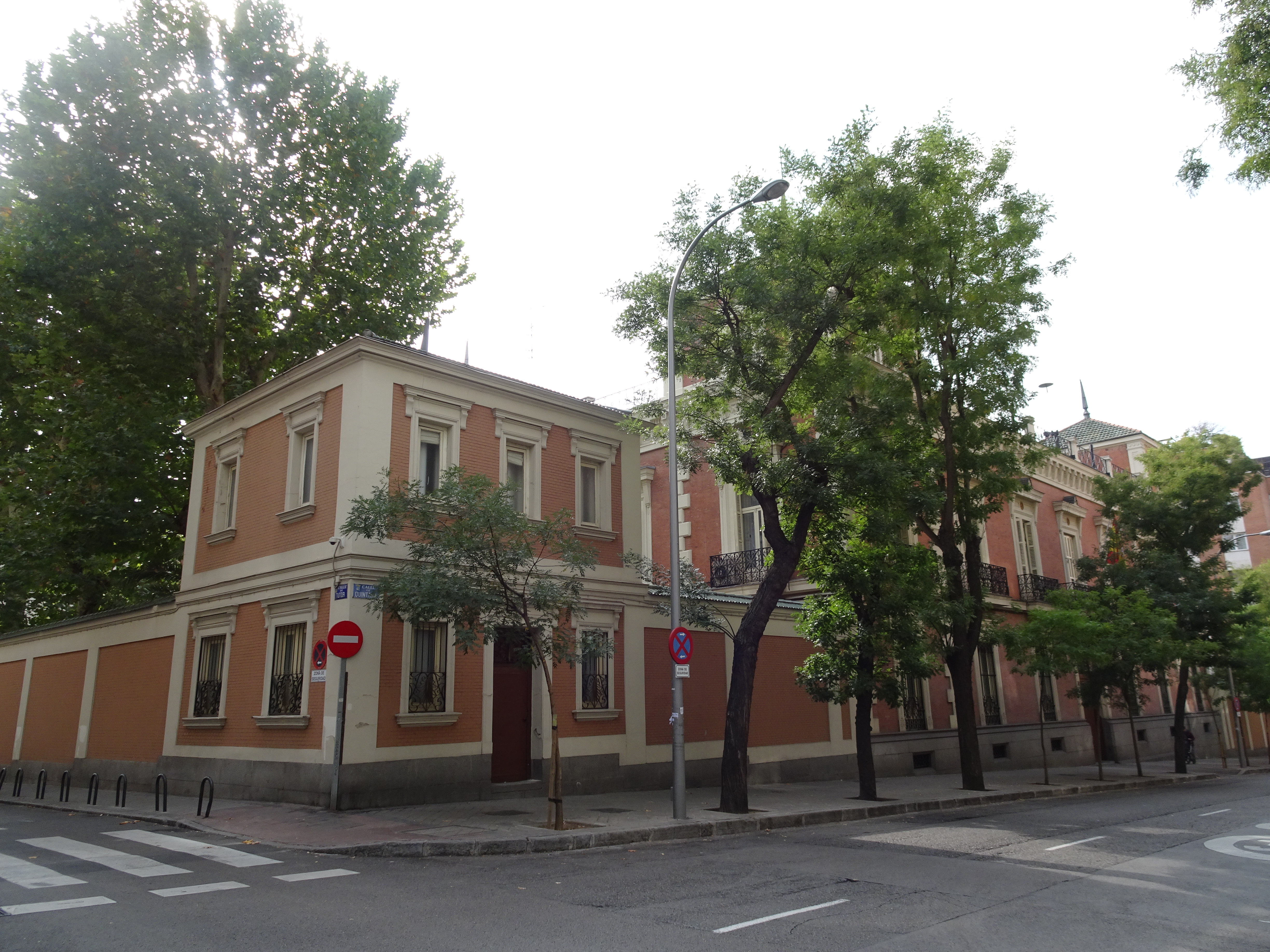
Palacio de Quintana, sede del Mando Aéreo General del Ejército del Aire.

Cercano a este edificio estuvo el ocupado por otra infanta, Eulalia. Rebasada la calle Ferraz se encontraba la editorial de los Sucesores de Hernando, y frente a ella, el «feo palacete que hizo construir el conde Garay». Poco antes de llegar al paseo de Rosales está la casa que se hizo para el pintor Francisco Pradilla, donde murió este artista el 1 de noviembre de 1921.

## Edificios
Además de los palacetes enunciados, puede citarse el que fuera Garaje Quintana, ocupado luego por dependencias de la Universidad Rey Juan Carlos. Las llamadas “viviendas para Francisco Gálvez Alcaraz”; la delegación de defensa de la Comunidad madrileña; y la moderna iglesia de Nuestra Señora del Buen Suceso que sustituyó en 1982 al segundo templo que llevaba este nombre en Madrid, siendo el primero el situado en la Puerta del Sol.
Entre los vecinos famosos una placa recuerda al actor Ángel de Andrés.

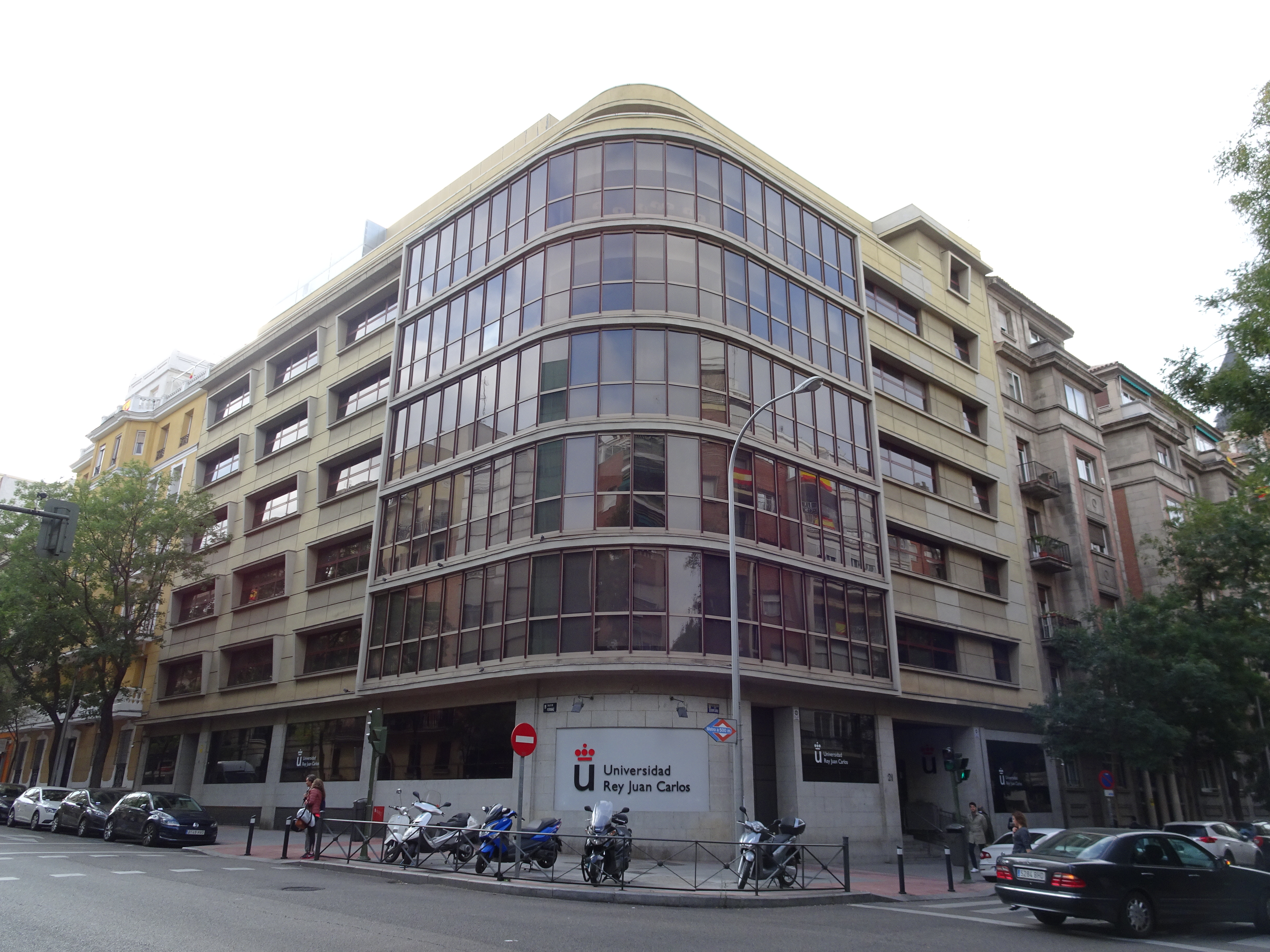
Garaje Quintana
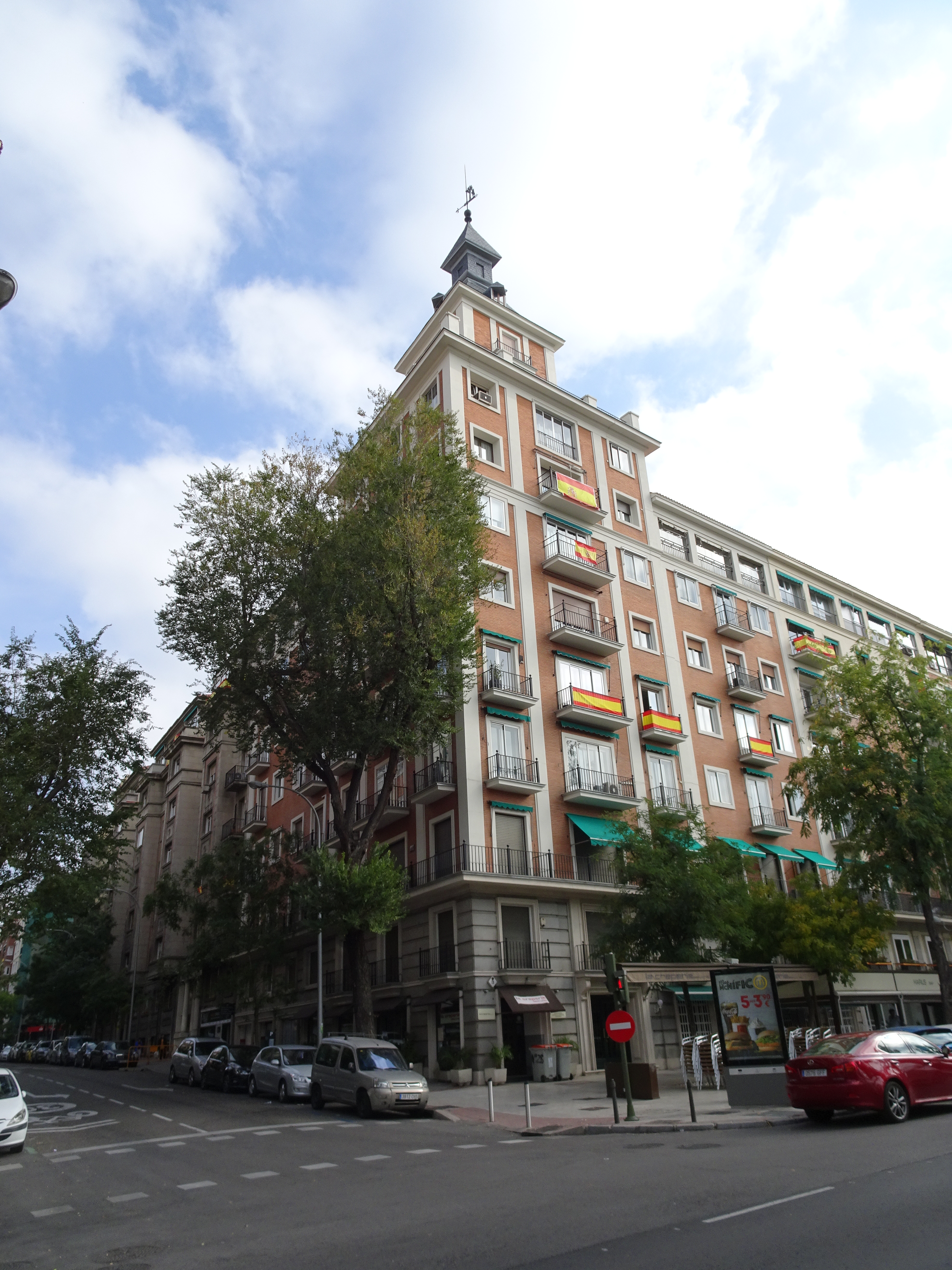
Compañía Inmobiliaria Layetana
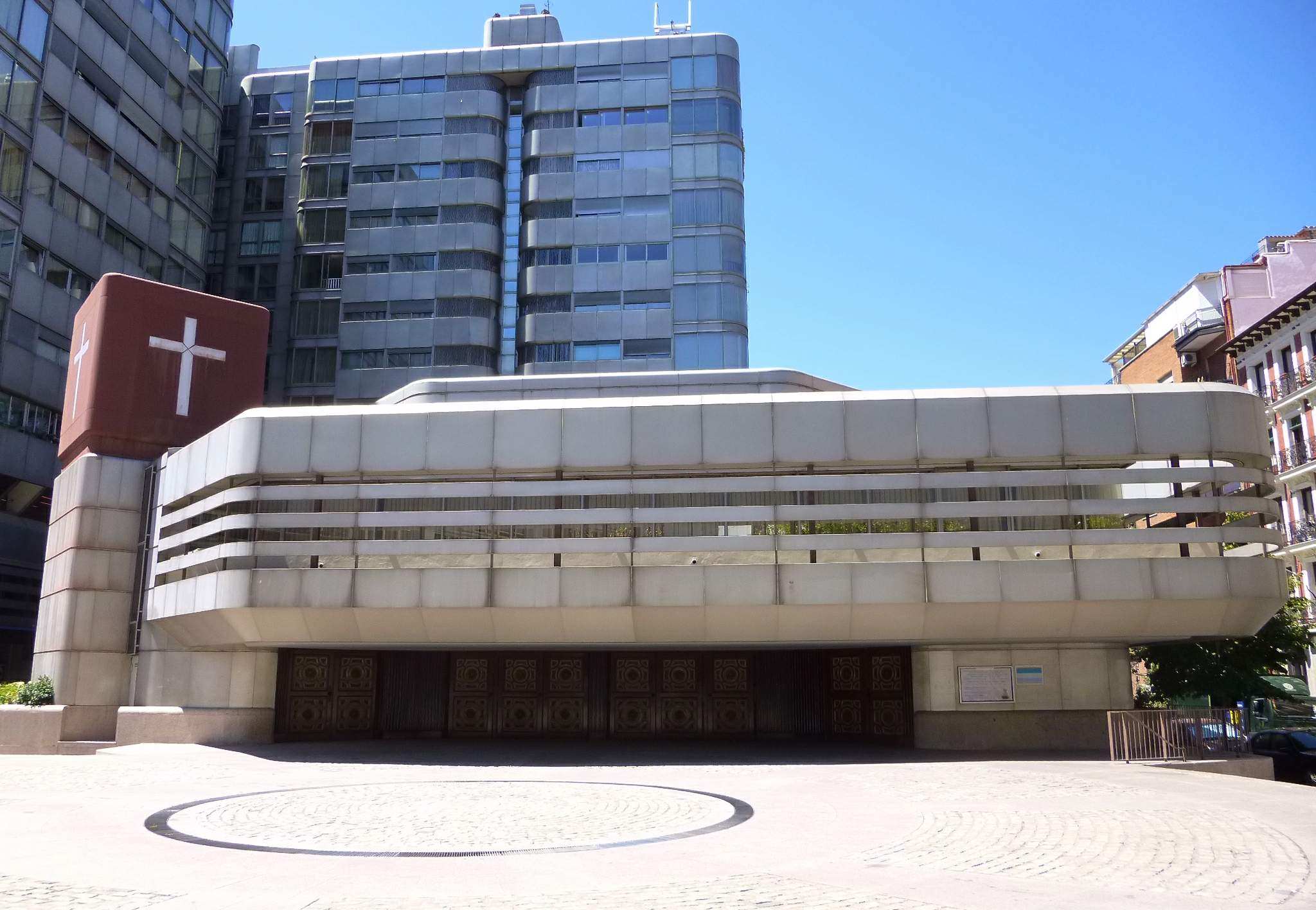
Nuestra Señora del Buen Suceso
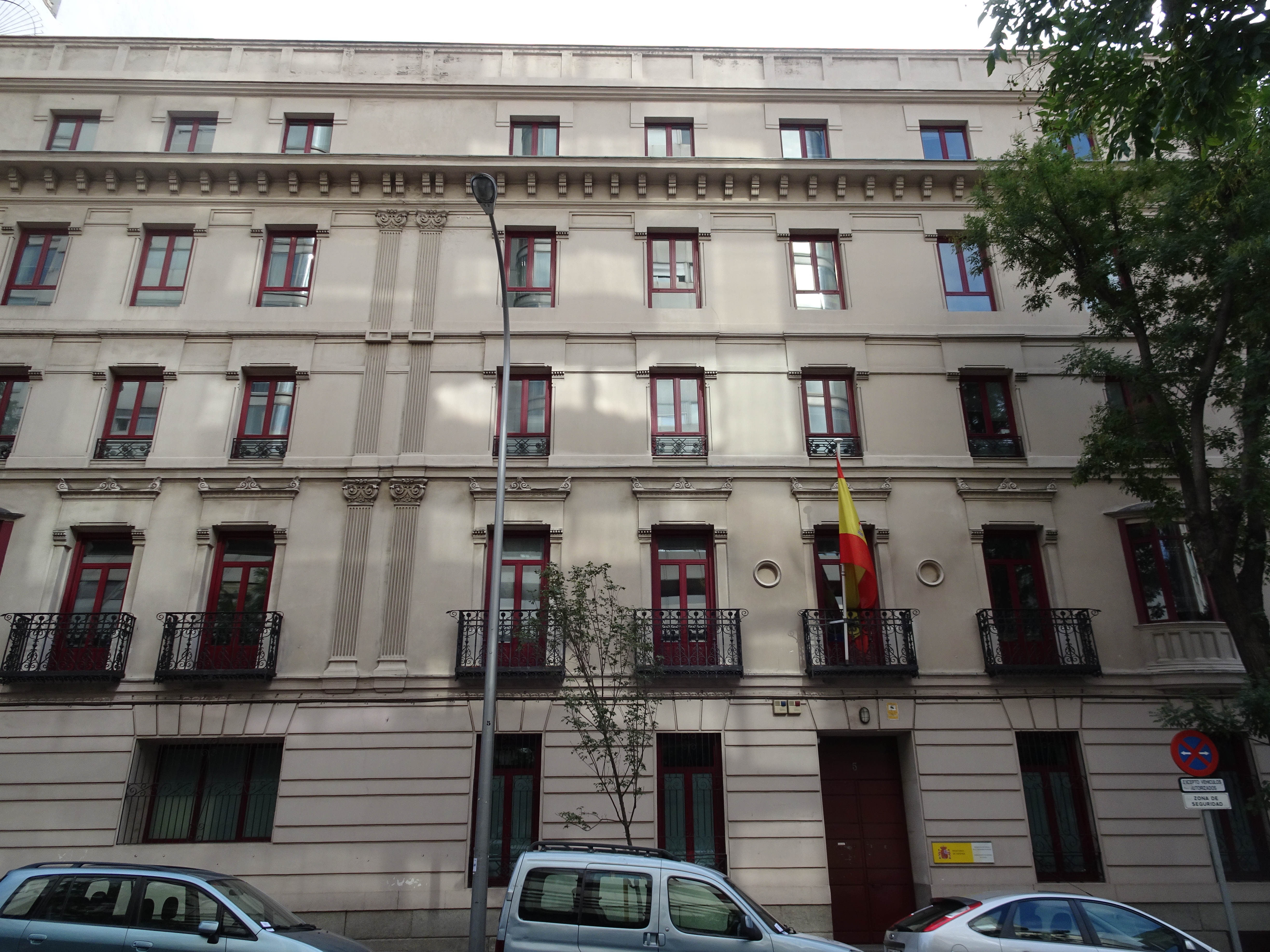
Delegación de Defensa